# H. P. Lovecraft's Dreams in the Witch-House
"H. P. Lovecraft's Dreams in the Witch-House" és el segon episodi de la primera temporada de la sèrie Masters of Horror, dirigida per Stuart Gordon. Està adaptat del conte "The Dreams in the Witch House" de l'autor estatunidenc de terror H. P. Lovecraft. Es va emetre originalment a Amèrica del Nord el 4 de novembre de 2005. Ezra Godden havia protagonitzat anteriorment una altra adaptació de Lovecraft dirigida per Stuart Gordon, Dagon, la secta del mar, basada en la novel·la de Lovecraft The Shadow over Innsmouth.

## Argument
L'estudiant universitari Walter Gilman es trasllada a una habitació molt barata d'una antiga pensió. Sent uns crits i corre a ajudar la seva veïna, Frances, que estava sent perseguida per una gran rata. Demana ajuda al gerent, però es nega a ajudar. Un dels inquilins, Masurewicz, li pregunta a Walter si la rata gran tenia cara humana. Ell s'apropa amb Frances la setmana següent, i fins i tot li presta diners per mantenir-la a la pensió.
Mentre estudiava per a la seva tesi, Walter troba Masurewicz resant i colpejant-se el cap amb una cadira. El vell aconsella en Walter sobre una rata amb cara d'home i una bruixa que el perseguiria. Adverteix a Walter que la casa és dolenta, relatant que ell, com en Walter, es va mudar de jove a la mateixa habitació que Walter lloga actualment. Ell afirma que encara és a la casa només per pregar que pari. Masurewicz ofereix a Walter un crucifix per la seva protecció, però Walter rebutja el gest.
Frances aconsegueix una entrevista de feina i li demana a Walter que vigili el seu fill Danny. Després de marxar, Danny comença a plorar si no està a les mans de Walter. Walter s'adona que Danny porta un gran crucifix. Quan Walter s'adorm, apareix una bruixa amb capa com una Frances nua. Walter l'abraça, i ella comença a arrancar-li la pell de l'esquena. Al principi, ignorant el dolor, s'horroritza quan ella es transforma en una vella bruixa i riu diabòlicament mentre ell crida horroritzat, fent-lo despertar fora de l'habitació de la Frances. Torna ràpidament quan sent plorar en Danny. Frances torna i pregunta a Walter per què va deixar Danny, i després d'explicar els seus somnis, Frances suggereix que busqui ajuda psiquiàtrica.
Torna a la seva habitació, i es revela que la bruixa realment li ha tallat un pentagrama a l'esquena. Es posa farina al terra per assegurar-se que no està sonàmbul. Quan el desperta una pertorbació audible, veu rastres a la farina que condueixen sota el seu llit. Mira cap avall i és agafat per una mà misteriosa, després de la qual cosa es troba en un passadís fosc, amb la rata a l'espatlla. El rosegador li demana repetidament que "signi" i li mossega el canell. Aleshores, Walter es troba assegut davant d'un llibre obert que ha conduït a la sala d'accés restringit d'una biblioteca de la Miskatonic University, on veu diagrames de geometria extraterrestre i rituals per al sacrifici infantil. Es revela que el llibre és el "Necronomicon". Walter intenta avisar la Frances, però ella li repeteix que ha de buscar ajuda psicològica i li demana que es mantingui allunyat de Danny.
Masurewicz ve a veure en Walter, dient-li que la seva ànima està en perill. Masurewicz revela que havia matat nens a causa de la bruixa i, tot i que va intentar lliurar-se, ningú se'l va creure. Masurewicz lliura el crucifix a Walter i marxa. Walter trenca la paret de la seva habitació de l'àtic per on entren la bruixa i el rosegador i troba els esquelets dels sacrificis passats. Es pot escoltar la veu del rosegador que repeteix "ella ve a buscar-te". Aleshores, Walter troba la cambra de sacrifici, amb Danny plorant en una gàbia. La bruixa amb capa posa un punyal de plata a la mà d'en Walter i li ordena que mati en Danny. Walter intenta resistir-se i aconsegueix redirigir el seu cop cap a la bruixa en comptes de Danny. Això porta a una lluita on ella roba el ganivet, però en Walter és capaç de treure-li els ulls amb les seves mans i després estrangular-la amb el crucifix.
Pren Danny i s'escapa de l'àtic, tornant a aterrar a la seva habitació. Els crits de Danny es reprenen i en Walter veu que la rata està mossegant el coll d'en Danny. La Frances, tancada, crida desesperadament perquè en Walter la deixi entrar mentre les llums de neó brillen sota la porta. Masurewicz és a la seva habitació, resant i colpejant-se el cap amb tanta força que sagna. Arriben el gerent i la policia i el primer obre la porta amb les seves claus de servei per trobar en Walter cobert de sang, subjectant el cadàver de Danny. Walter és portat a una sala de psiquiatria i diagnosticat amb esquizofrènia paranoide.
La policia recupera les restes infantils, algunes de fa 300 anys, el ganivet i l'ADN desconegut de les ferides per mossegada al coll de Danny. Masurewicz es penja. Un temps després, les llums de neó apareixen a la sala de Walter acompanyades de crits d'agonia, fet que va fer que una infermera acudís a ajudar en Walter. Torna a estar cobert de sang i quan la infermera li aixeca la camisa, la rata li salta de l'estómac i el mata. L'episodi acaba de la mateixa manera que va començar, amb un cartell al davant de la "casa de les bruixes" on es llegeix "Habitació de lloguer".

## Repartiment
- Ezra Godden com a Walter Gilman
- Jay Brazeau com el Sr. Dombrowski
- Campbell Lane com a Masurewicz
- Chelah Horsdal com a Frances Elwood

## Mitjans domèstics
El DVD va ser llançat per Anchor Bay Entertainment el 28 de març de 2006. L'episodi va ser el segon episodi així com el segon a ser llançat en DVD. L'episodi apareix al primer volum de la compilació Blu-ray de la sèrie.

## Similituds amb el material original
L'adaptació televisiva trunca significativament la trama del conte de Lovecraft de 1933. També ambienta la història en l'època contemporània, actualitzant petits detalls mentre es manté relativament fidel a la trama original. Per exemple, mentre que a la història de Lovecraft el protagonista és un estudiant de mecànica quàntica, a l'adaptació televisiva estudia teoria de cordes. L'adaptació televisiva inclou la criatura semblant a una rata amb rostre humà, Brown Jenkin, del conte original de Lovecraft, i també la bruixa Keziah Mason. En un cop d'ull a la inspiració original de Lovecraft per a la Miskatonic University, el protagonista de l'adaptació televisiva porta una samarreta de la Miskatonic University amb un disseny basat en el segell de la Brown University.